# Giorni festivi nell'Artsakh
Di seguito la lista dei giorni festivi nella repubblica dell'Artsakh.
| Data           | Nome                                                                                     |
| -------------- | ---------------------------------------------------------------------------------------- |
| 31 dic - 1 gen | Capodanno e Anno nuovo                                                                   |
| 6 gennaio      | Natale                                                                                   |
| 20 febbraio    | Giornata della rinascita dell'Artsakh                                                    |
| 8 marzo        | Giornata internazionale della donna                                                      |
| 7 aprile       | Giornata della maternità e della bellezza                                                |
| 24 aprile      | Commemorazione genocidio armeno                                                          |
| 1 maggio       | Festa del lavoro                                                                         |
| 9 maggio       | Liberazione di Shushi, Esercito di difesa dell'Artsakh, vittoria Seconda guerra mondiale |
| 28 maggio      | Prima Repubblica di Armenia                                                              |
| 1 giugno       | Giornata dell'infanzia                                                                   |
| 29 giugno      | Commemorazione caduti e scomparsi in azione                                              |
| 2 settembre    | Indipendenza                                                                             |
| 7 dicembre     | Commemorazione del terremoto dell'Armenia del 1988                                       |
| 10 dicembre    | Referendum indipendenza Giornata della Costituzione                                      |